# Ferrari Mondial
De Ferrari Mondial is een model van de Italiaanse sportautobouwer Ferrari dat van 1980 tot 1993 werd geproduceerd. Het model had net als zijn voorganger, de 208/308 GT4, een hoekig ontwerp afkomstig van Pininfarina. Het was een 2+2 coupe en later ook een cabriolet. Op twaalf jaar tijd werden zo'n 6800 exemplaren gebouwd.

## Mondial 8
De Mondial 8 was de eerste versie van de Mondial die in 1980 gelanceerd werd. Het was de eerste Ferrari die afweek van de bekende driecijferige naamgeving van Ferrari. Voor een Ferrari lagen de prestaties ook aan de lage kant. De auto had een middenachter dwarsgeplaatste motor afkomstig van haar voorganger. Ook het chassis kwam van die voorganger hoewel met een 100 mm langere wielbasis. De Mondial 8 wordt als de meest betrouwbare, goedkoop te onderhouden en praktische modellen van Ferrari beschouwd. Hij haalt een topsnelheid van 230 km/u.

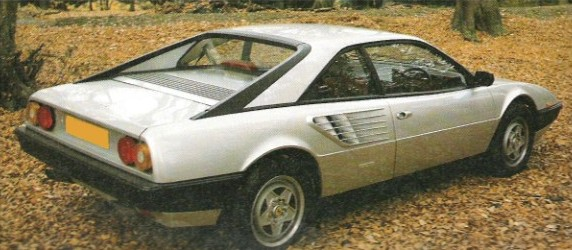
Ferrari Mondial 8 Coupe.

Vanaf 1982 kreeg de Mondial vier kleppen per cilinder in plaats van twee. Daardoor steeg het vermogen van 214 naar 240 pk. Deze versie wordt ook Mondial 8 QV of Mondial 8 Quattrovalvole genoemd. Vanaf 1983 werd ook een cabriolet-versie gebouwd.

## 3,2 Mondial
De 328 GTB volgend groeide de cilinderinhoud vanaf 1985 tot 3,2 liter. Het vermogen kwam hiermee op 270 pk. De gewichtverhouding werd gewijzigd zodat de auto nu een echte middengelegen motor had. Verder kreeg de Mondial een face-lift met bumpers in koetswerkkleur en nieuwe velgen. Ook de 3,2 Mondial was als coupe en als cabriolet te krijgen. Er werden respectievelijk 987 en 810 stuks van geproduceerd.

## Mondial t
In 1989 werd op de Autosalon van Genève de tweede generatie van de Mondial geïntroduceerd. Het sterk gewijzigde model kreeg de naam Mondial t, waarbij de t wees op de overbrenging. Die vormde een t; Een configuratie afkomstig uit Ferrari's Formule 1-wagens en de standaard voor de volgende modellen met middengeplaatste V8. In 1993 kon de t ook met een Valeo-versnellingsbak besteld worden. Deze manuele overbrenging zonder koppeling werkte zeer goed maar werd op weinig exemplaren gemonteerd.
De Mondial t was tot op heden Ferrari's laatste vierzitter met middenmotor. Vandaag zijn de 456, de 612 Scaglietti, de FF en de California (vanaf 2008) en de GTC4 Lusso de enige modellen van het merk die vier zitplaatsen bieden. Die eerste 3 modellen hebben beide een vooringelegen V12-motor.
Van de coupeversie werden 840 exemplaren gefabriceerd; Van de cabriolet 1010. De Mondial t haalde een topsnelheid van 251 km/u.